# Stetten (Pfalz)
Stetten ([ˈʃtɛtn̩] ) ist eine Ortsgemeinde im Donnersbergkreis in Rheinland-Pfalz. Sie gehört der Verbandsgemeinde Kirchheimbolanden an.

## Geographie

### Klima
Der Jahresniederschlag beträgt 536 mm.

## Geschichte
Die älteste erhaltene Erwähnung von Stetten datiert auf 835. Während der Zeit der Stammesherzogtümer lag der Ort im Herzogtum Franken. Im späteren Mittelalter war das Kloster Otterberg im Ort begütert.

## Politik

### Gemeinderat
Der Gemeinderat in Stetten besteht aus zwölf Ratsmitgliedern, die bei der Kommunalwahl am 9. Juni 2024 in einer Mehrheitswahl gewählt wurden, und dem ehrenamtlichen Ortsbürgermeister als Vorsitzendem.

### Ortsbürgermeister
Ortsbürgermeister ist Kai-Uwe Angermayer. Bei der Direktwahl am 9. Juni 2024 wurde er mit einem Stimmenanteil von 81,7 % in seinem Amt bestätigt. Angermayer geht damit in seine vierte Amtszeit.

#### Historie der Ortsbürgermeister von Stetten
| Bürgermeister       | Amtszeit                                 |
| ------------------- | ---------------------------------------- |
| Adolf Bescher       | von Dezember 1952 bis 14. August 1968    |
| Johann Anton Kauth  | von 20. September 1968 bis 09. Juli 1984 |
| Edwin Henn          | von 09. Juli 1984 bis 30. Juni 2004      |
| Claus-Jürgen Baaden | von 15. Juli 2004 bis 09. Juli 2009      |
| Kai-Uwe Angermayer  | von 09. Juli 2009 bis heute              |
| Quelle:             |                                          |

### Wappen
| Wappen von Stetten | Blasonierung: „In Gold auf blauem Dreiberg ein wachsender, ein silbernes Schwert mit goldenem Griff schwingender blaubewehrter, rotbezungter roter Löwe.“ |
| Wappen von Stetten | Wappenbegründung: Es wurde 1985 durch die Bezirksregierung Neustadt genehmigt und geht zurück auf ein Siegel aus dem Jahr 1534.                           |

## Wirtschaft und Infrastruktur
In Stetten gibt es eine Kindertagesstätte und eine Grundschule, die auch für Gauersheim und Ilbesheim zuständig ist.
Über die A 63 (Kaiserslautern-Mainz) im Westen besteht Anschluss an den Fernverkehr. Die Ballungsräume Rhein-Main, Rhein-Neckar und Kaiserslautern sind in 30 Minuten erreichbar.

## Persönlichkeiten

### Söhne und Töchter der Gemeinde
- Georg Ohligmacher (1855–1938), Politiker

### Personen, die vor Ort gewirkt haben
- Elisabeth Brunnett (1925–2024), Trägerin des Verdienstordens des Landes Rheinland-Pfalz und der silbernen Verdienstmedaille für besondere soziale Verdienste als Auszeichnung für die Gründung der Frauenselbsthilfe-nach-Krebs-e.-V.-Gruppe im Kreis Kirchheimbolanden
- Ingrid Schlabach, Trägerin des Verdienstordens des Landes Rheinland-Pfalz